# 皇帝尼古拉一世號戰艦 (1916年)
皇帝尼古拉一世號戰艦仅有一艘1916年开建，1927年拆毁。它的建造是为了和奥斯曼土耳其海军进行军备竞赛。它可以看作是加重加强防护版的玛丽亚皇后级战列舰。

## 阅读
- McLaughlin, Stephen. . Annapolis, MD: Naval Institute Press. 2003. ISBN 1-55750-481-4.

## 外连
- Detailed article with drawings and projections （页面存档备份，存于） （俄文）